# ジョー・コヴァクス
ジョセフ・マティアス・コバックス（Joseph Mathias Kovacs、1989年6月28日 -）は、アメリカの陸上競技選手。砲丸投では世界歴代2位である23m23を記録している。
世界選手権では2015年北京大会と2019年ドーハ大会で金メダル、オリンピックでは2016年リオデジャネイロ大会、2020年東京大会と2大会連続で銀メダルを獲得している。

## 主な戦績
| 年   | 大会         | 開催地           | 種目   | 順位   | 記録  | 備考               |
| ---- | ------------ | ---------------- | ------ | ------ | ----- | ------------------ |
| 2015 | 世界選手権   | 北京             | 砲丸投 | 優勝   | 21m93 |                    |
| 2016 | オリンピック | リオデジャネイロ | 砲丸投 | 準優勝 | 21m78 |                    |
| 2017 | 世界選手権   | ロンドン         | 砲丸投 | 準優勝 | 21m66 |                    |
| 2019 | 世界選手権   | ドーハ           | 砲丸投 | 優勝   | 22m91 | 大会新記録（当時） |
| 2021 | オリンピック | 東京             | 砲丸投 | 準優勝 | 22m65 |                    |
| 2022 | 世界選手権   | ユージーン       | 砲丸投 | 準優勝 | 22m89 |                    |
| 2023 | 世界選手権   | ブダペスト       | 砲丸投 | 3位    | 22m12 |                    |
| 2024 | オリンピック | パリ             | 砲丸投 | 準優勝 | 22m15 |                    |

## 自己ベスト
| 種目       | 記録  | 年月日        | 場所         | 備考        |
| ---------- | ----- | ------------- | ------------ | ----------- |
| 砲丸投     | 23m23 | 2022年9月7日  | チューリッヒ | 世界歴代2位 |
| 円盤投     | 56m08 | 2011年4月23日 | コロンバス   |             |
| ハンマー投 | 61m50 | 2011年4月15日 | オーバーン   |             |

## 人物
配偶者のアシュリー・コヴァクスは元陸上選手であり、ケンタッキー大学における砲丸投と円盤投の校内記録を持っている。ジョーのトレーニングコーチを務めており、2019年にドーハで開催された世界選手権ではナショナルチームのコーチングスタッフに任命された。
筋力面に優れており、フルスクワットでは320kgを10回連続で挙上している。